# Bocksjön (Höreda socken, Småland)
Bocksjön är en sjö i Eksjö kommun i Småland och ingår i Emåns huvudavrinningsområde.